# Maldà
Maldà és un municipi de la comarca de l'Urgell, a Catalunya, i pertany a la Vall del Corb.

## Situació
El terme de Maldà, a la Vall del Corb, limita al nord amb Belianes i Sant Martí de Riucorb; a l'est, amb Vallbona de les Monges i els Omells de na Gaia; al sud, amb l'Espluga Calba i els Omellons, i a l'oest, amb Arbeca.
Maldà està situat a la riba esquerra del Riu Corb, que marca el límit nord amb el terme de Sant Martí de Riucorb. Per la part meridional és molt accidentat i en les fondalades del Maldanell i el Riu Corb es troben les millors terres de conreu, especialment de regadiu. El Maldanell, afluent del Riu Corb per l'esquerra, travessa el terme per la part N i en direcció E-W; quan porta aigua recull les de la conca formada per les serres que formen la divisòria d'aigües del terme de Passanant, des del poble de Belltall i de la serra del Tallat pel seu sector ponentí. Hi predominen les terres calcàries oligocèniques, cobertes per una capa de margues quaternàries. Alguns turons de la part meridional sobrepassen els 570 m, mentre que els de la part NW tenen uns 380m.
El terme comprèn el poble de Maldà, cap de municipi, i el despoblat de Maldanell. La carretera de la vall passa pel peu del castell i segueix tota la ribera fins passat Rocallaura, on entra a la Conca de Barberà. Aquesta carretera, que prossegueix per Belianes fins a Bellpuig, vers el nord, troba, prop de la Farinera, una cruïlla de carreteres locals que van a Vallbona de les Monges, als Omells de na Gaia i a Blancafort, i a l'Espluga Calba i els Omellons.
La millor manera d'arribar-hi és per carretera, i des de Lleida o Barcelona l'opció més adient és l'autovia A2, sortint per Tàrrega o Bellpuig nord i seguint en direcció a Maldà. (Hi ha autobusos que cobreixen el trajecte fins a Tàrrega o Bellpuig, les dues parades més properes); si s'opta pel tren, l'estació de Bellpuig és la que queda més a prop. A partir d'aquí s'haurà de continuar per carretera.

## Història
Els primers vestigis són de l'època ibèrica i es troben al paratge del Maldanell. Antigament hi havia hagut un poblat i un castell o torre de guaita que era al cim del turó on avui s'hi alça l'ermita de Sant Joan del Maldanell. Prop d'aquest lloc s'hi ha trobat moltes restes de gran interès arqueològic i històric. Hi resten un dolmen, tombes excavades a la roca i mostres de ceràmica. També s'hi han trobat restes romanes, tombes del segle II al paratge de l'Oliva.
Els Cardona, vescomtes d'Osona, foren els primers que senyorejaren el terme i el castell de Maldà; és probable que ells fossin els endegadors i repobladors del lloc vers el 1040, data en la qual feren donacions de béns de Maldà a l'església canonical de Sant Vicenç de Cardona amb motiu de la seva consagració. Aquesta possessió fou confirmada de fet legalment l'any 1082 quan els comtes de Barcelona, els germans Ramon Berenguer II i Berenguer Ramon II amb la comtessa Mafalda, el dia 29 de gener, donaren al vescomte de Cardona, Ramon Folc (I), el castell de Maldà, i el lloc i castell de Maldanell. Segons Sanç Capdevila, els Cardona, tingueren la propietat directa i senyorial fins a l'any 1273, en què la vengueren al rei Jaume I, amb data de 4 d'abril. Més tard, Maldà continuà en poder dels Cardona però com a feudataris del rei.
Fou en temps de Jaume el Just que en part tornen a la casa dels Cardona els castells de Maldà i Maldanell, quan el rei els concedeix el mer i mixt imperi, però es reserva el domini sobirà i la potestat directa. A partir de Pere el Cerimoniós i en concret entre 1347 i 1450 novament els Cardona tenen potestat directa i el domini alodial i tots els altres drets sobre Maldà. Per títol de compra els llocs de Maldà i Maldanell entraren a formar part del patrimoni dels senyors de Ponts, la família Albert, fins a l'any 1585, en què Pere Albert ven els drets a Antoni de Frígola, per passar després als Cortada el 1667 per compra feta a Francesc de Frígola per Jaume de Cortada i Sala en pública subhasta i pel preu de 27 000 lliures. El domini de Maldà i Maldanell va passar per via de casament a Antoni d'Amat i de Junyent i l'any 1868 heretà la baronia Josep de Càrcer i d'Amat i, per aquest llinatge, entraren a posseir la baronia els Vilallonga, barons de Segur. El títol baronial en aquest temps era ja desproveït de tota jurisdicció i domini senyorial. Continua existint en l'actualitat.

## Geografia
- Llista de topònims de Maldà: muntanyes, serres, collades, indrets, rius, fonts, cases, masies, esglésies.

## Llocs d'interès

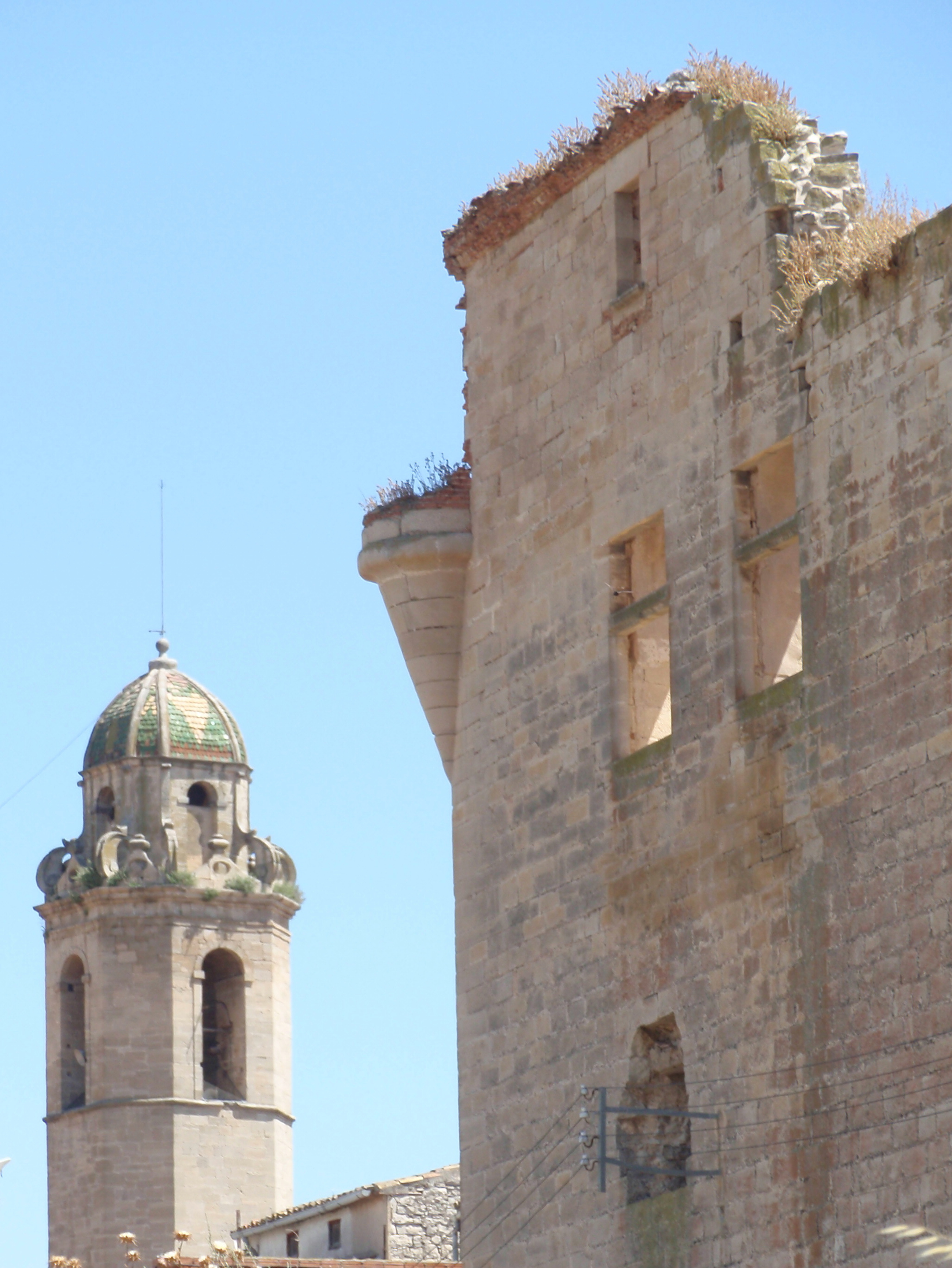
Castell de Maldà i Església de Santa Maria

### Castell de Maldà
El Castell de Maldà, a la plaça del Castell, a la part alta del poble, és el principal monument i símbol del municipi. És visible des de qualsevol punt de la vila i de la seva rodalia. Forma part del poble des del segle x i ha patit diverses modificacions i ampliacions al llarg de la història. L'any 1833, un escamot de carlins van destruir-lo i en van deixar les parets mestres, la gran sala dels arcs i algunes restes d'altres dependències.
Aquests elements formen el conjunt visitable actualment, recentment remodelat, en el qual hi té una importància destacada la sala dels arcs. Actualment s'hi poden celebrar actes, i l'Ajuntament proposarà l'edifici com a seu d'un futur centre d'estudis sobre la Vall del Corb.
El Castell de Maldà és reconegut amb la qualificació de Bé Cultural d'Interès Nacional (BCIN) per la Generalitat de Catalunya i de Bé d'interès cultural pel Ministeri de Cultura.

### Església parroquial de Santa Maria
L'actual església parroquial de Santa Maria de Maldà és del segle xviii i es troba en la part alta de la població. Té la façana dividida per dues pilastres adossades que fan que transcendeixi a l'exterior l'estructura interior, de tres naus. Dues pilastres més a la cantonada emmarquen tot el conjunt. La portada té dos cossos. Cadascun té dues columnes de fust llis i capitell corinti. Damunt de la portada hi ha un frontó corbat que es repeteix a dalt de tot. El campanar és octogonal.
Actualment, l'església està remodelada i les cerimònies s'oficien a la de Sant Pere.

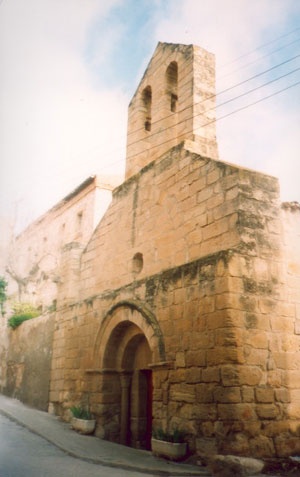
Església romànica de Sant Pere

### Església romànica de Sant Pere
La primitiva parròquia sembla que era l'església romànica de Sant Pere, que es troba a la part baixa del poble, prop de la carretera de Vallbona. És d'una sola nau, té un absis quadrat i data del segle xii. Tant la nau com l'absis són coberts amb volta de canó, sostinguda per quatre arcs torals que es recolzen en mitges columnes, amb capitells senzills de pla i cavet. El més proper al frontis té a mitja columna un altre capitell del qual arrenca un començament d'arc rebaixat, desaparegut o que mai es va arribar a construir.
Aquesta o una església anterior és esmentada el 1154, quan va passar de la diòcesi de Vic, a la qual pertanyia des del final del segle xi, a l'arxidiòcesi de Tarragona. La façana, coronada per una espadanya, té una portada amb arc de mig punt, d'ample dovellatge, protegit per un guardapols, i sostingut per dues columnes amb capitells ornamentats amb elements de tipus vegetal i molt simple i de dibuix geomètric.

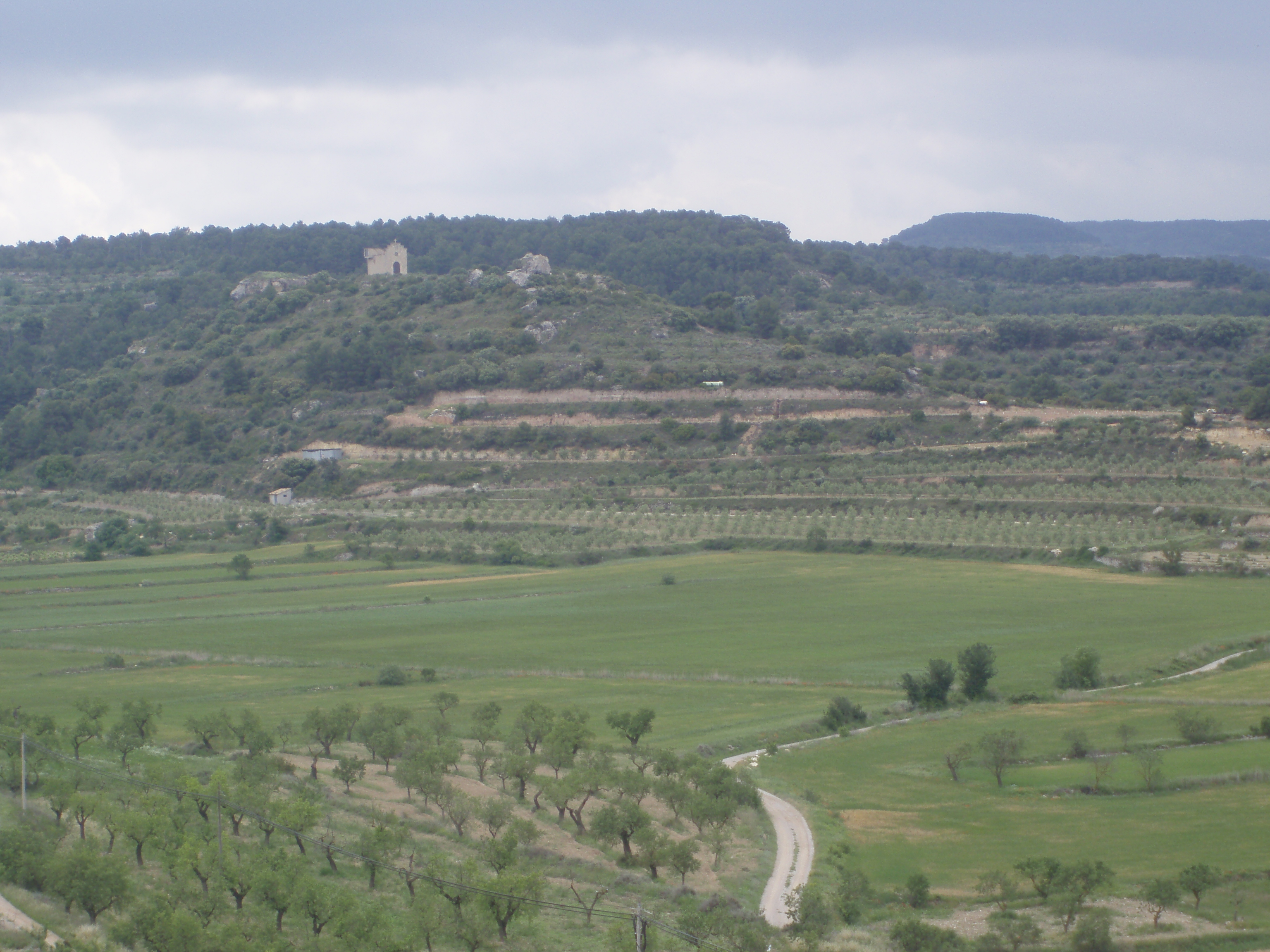
Maldanell vist des de Maldà

### Maldanell
El municipi comprèn el despoblat de Maldanell, prop del qual hi ha localitzades restes d'interès arqueològic. Entre els materials trobats hi ha ceràmica neolítica, ibèrica, romana i medieval. Cal pensar que al cim del turó era assentat el castell o torre de guaita de Maldanell, encara que no hi ha vestigis que ho testifiquin.
S'han fet excavacions sota una balma gegant i s'hi han trobat restes d'una habitació medieval d'un edifici d'aparences monumentals que fan pensar en una possible cronologia dels segles xiii o xiv. Hi ha restes d'un dolmen i unes sepultures excavades a la roca, amb alguns gravats. L'ermita de Sant Joan de Maldanell, reconstruïda pels veïns del poble el 1980, corona el turó. És un indret ideal tant per la petita excursió que s'ha de fer per arribar-hi (uns 20 minuts a peu) com per les meravelloses vistes que es poden contemplar des del cim del turó.

### Altres atractius
- Sender de la Baronia de Maldà: Per Maldà hi passa aquesta entretinguda ruta que es pot fer tant a peu com en BTT. La durada aproximada és de 4 hores.
- Piscina municipal: Aquestes instal·lacions estan situades a l'entrada oest del poble. Consten de dues piscines, una de gran i una de petita, que queden envoltades de gespa i pins, amb zones de sol i d'ombra. A més, compten amb dos vestidors, serveis i zona de bar.
- Parc de la Font Vella: Àrea d'esbajo i de pícnic, situada a la part baixa del municipi.
- Festival d'intervenció socio-artística Maldant la Pedra.[3]

## Gastronomia

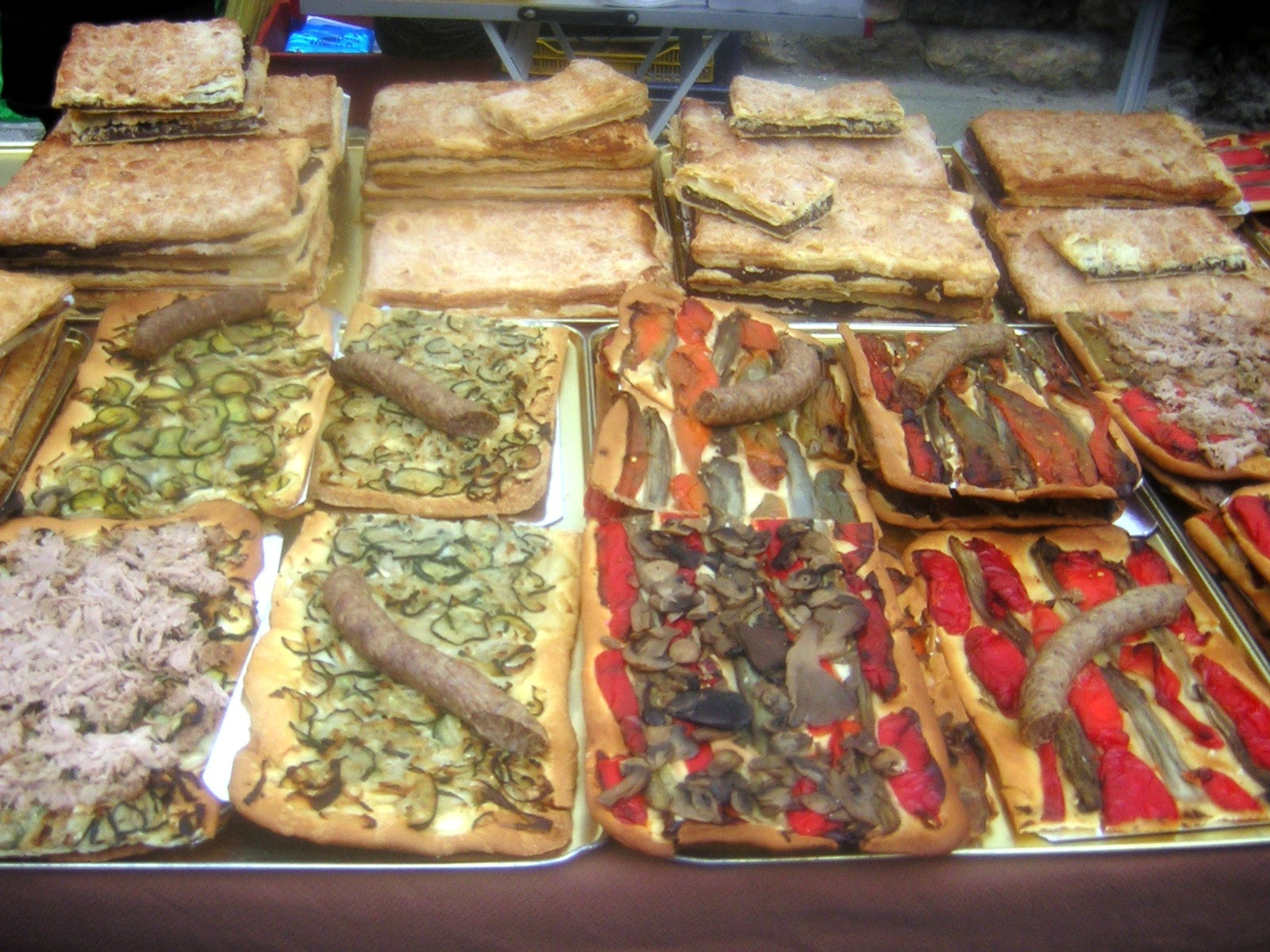
Coques de recapte

L'agricultura de la zona és actualment de secà, de manera que predomina el conreu de l'olivera, la vinya, el cereal i els fruits secs. Amb l'arribada, el 2013, del canal Segarra-Garrigues, s'espera poder ampliar el tipus de conreu cap al regadiu.
D'altra banda, la ramaderia està àmpliament dominada pel sector porcí.
La combinació d'aquests sectors dona a la vila una molt bona gastronomia pròpia. Maldà compta amb un oli d'oliva i un vi de gran qualitat. El primer és reconegut amb la Denominació d'Origen Protegida Les Garrigues, i el segon amb la de Costers del Segre. També són típics embotits i botifarres, així com la famosa coca de recapte i els fruits secs.

## Allotjament, restauració i entitats
- Bar "Centre"

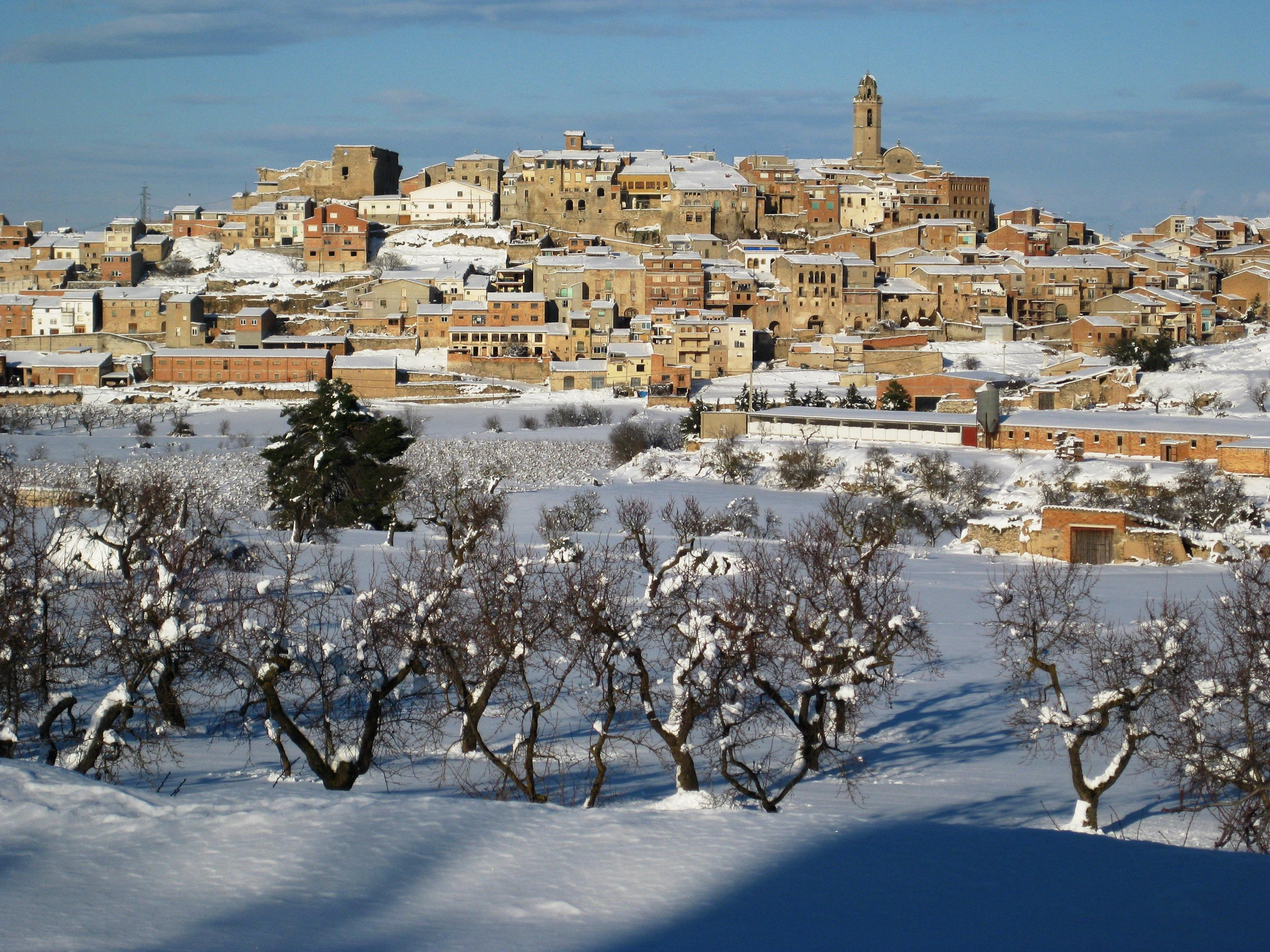
Maldà després d'una nevada

- Cinema (projeccions tots els diumenges a les 18:00h)
- Cooperativa del Camp de Maldà
- Associació de Joves "Tu Rai Que Ets Jove..."
- Associació de dones "Pedra viva"
- Escola Maldanell
- Associació cultural "Maldanejant"

## Molt a prop de Maldà

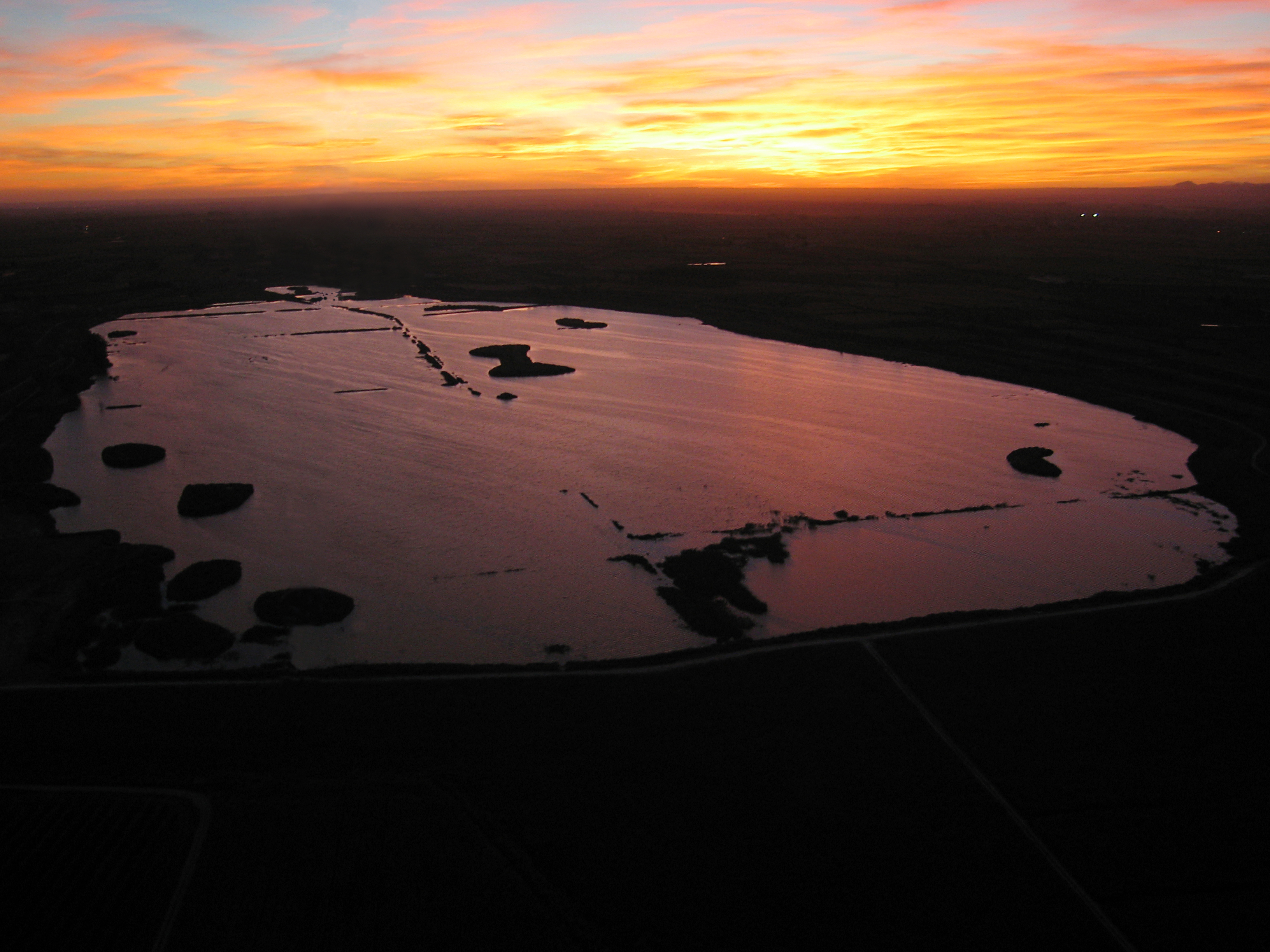
Estany d'Ivars

Al voltant de Maldà es troben els següents atractius turístics:
- Monestir de Vallbona de les Monges
- Convent de Sant Bartomeu de Bellpuig.
- Museu de joguets i autòmats (Verdú)
- Estany d'Ivars
- La Fortalesa dels Vilars (Arbeca)
- Ciutat ibèrica del Molí d'Espígol (Tornabous)
- Poblat Iber dels Estinclells (Verdú)
- Tàrrega

## Demografia
| 1497 f | 1515 f | 1553 f | 1717 | 1787 | 1857 | 1877 | 1887 | 1900 | 1910 |
| ------ | ------ | ------ | ---- | ---- | ---- | ---- | ---- | ---- | ---- |
| 43     | 39     | 53     | 183  | 554  | 925  | 876  | 813  | 896  | 938  |

| 1920 | 1930 | 1940 | 1950 | 1960 | 1970 | 1981 | 1990 | 1992 | 1994 |
| ---- | ---- | ---- | ---- | ---- | ---- | ---- | ---- | ---- | ---- |
| 891  | 952  | 803  | 735  | 618  | 512  | 378  | 333  | 329  | 329  |

| 1996 | 1998 | 2000 | 2002 | 2004 | 2006 | 2008 | 2010 | 2012 | 2014 |
| ---- | ---- | ---- | ---- | ---- | ---- | ---- | ---- | ---- | ---- |
| 300  | 289  | 292  | 273  | 283  | 285  | 273  | 258  | 239  | 227  |

| 2016 | 2018 | 2020 | 2022 | 2024 | 2026 | 2028 | 2030 | 2032 | 2034 |
| ---- | ---- | ---- | ---- | ---- | ---- | ---- | ---- | ---- | ---- |
| 230  | 225  | 227  | 234  | 236  | -    | -    | -    | -    | -    |

## Galeria fotogràfica

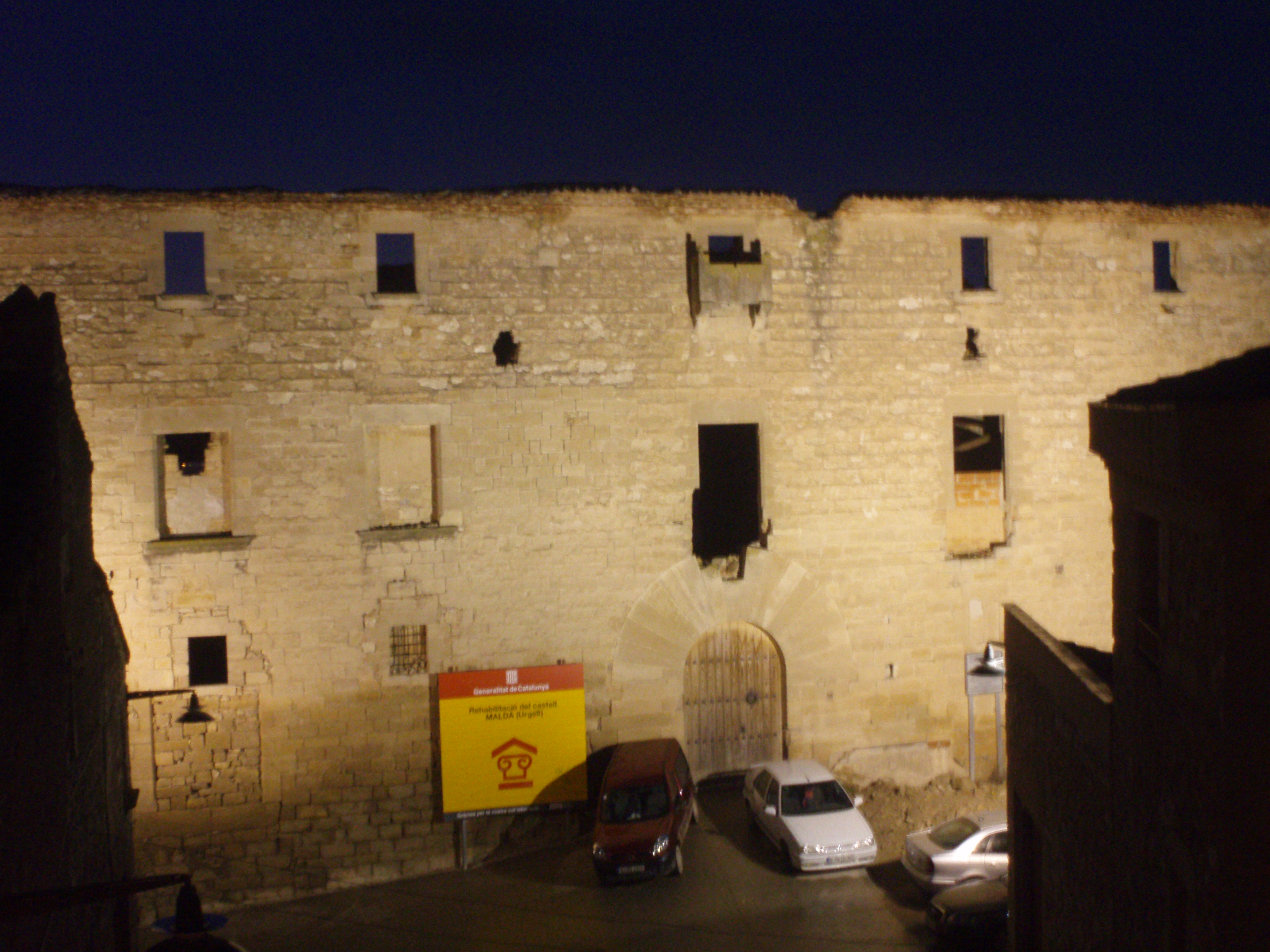
Castell de Maldà de nit
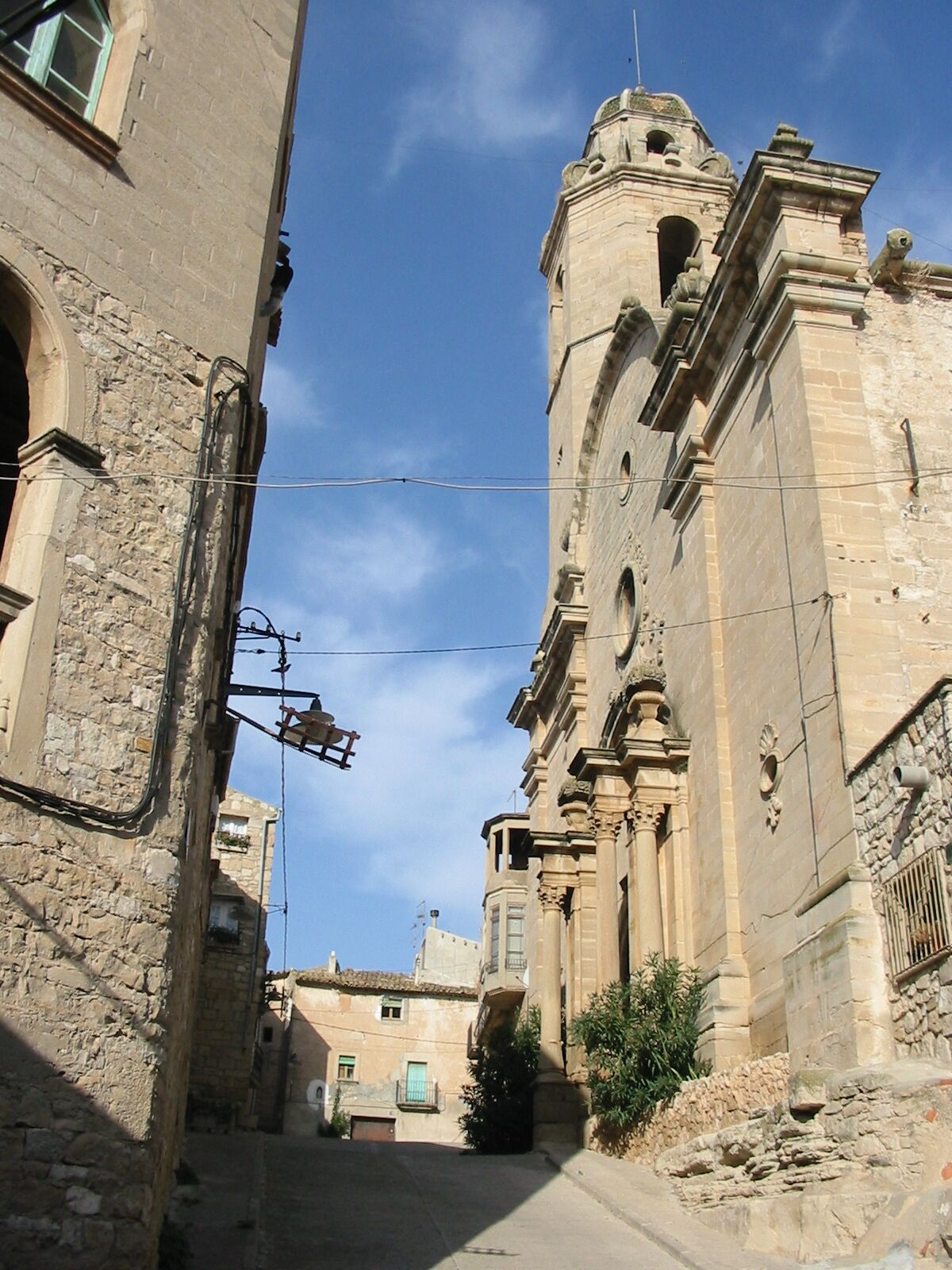
Església parroquial de Santa Maria
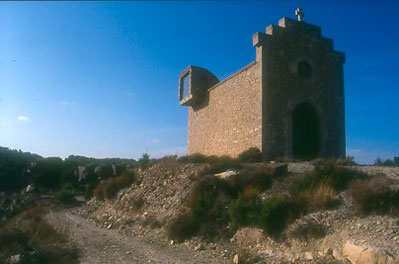
Ermita de Sant Joan de Maldanell
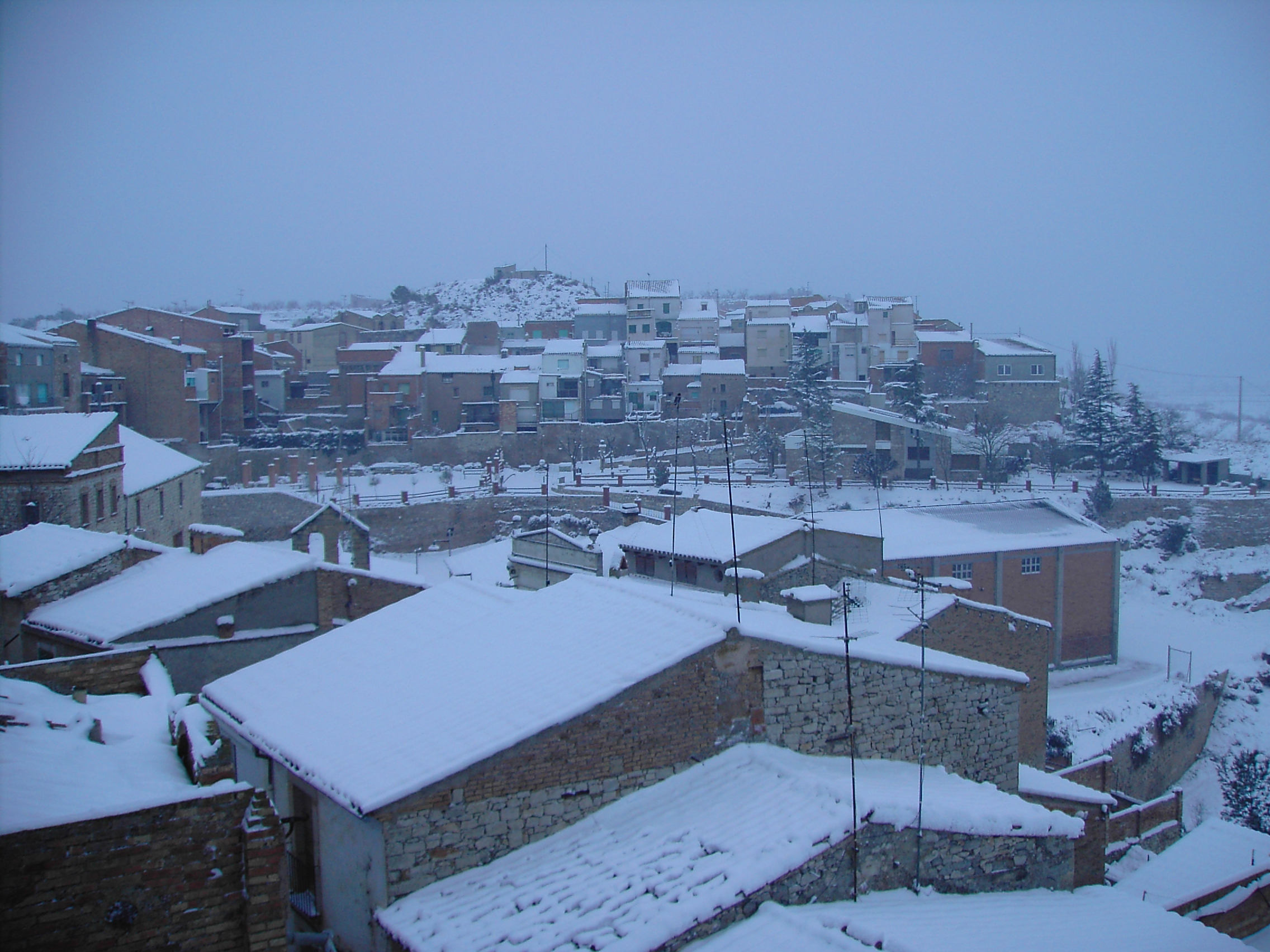
Maldà nevat
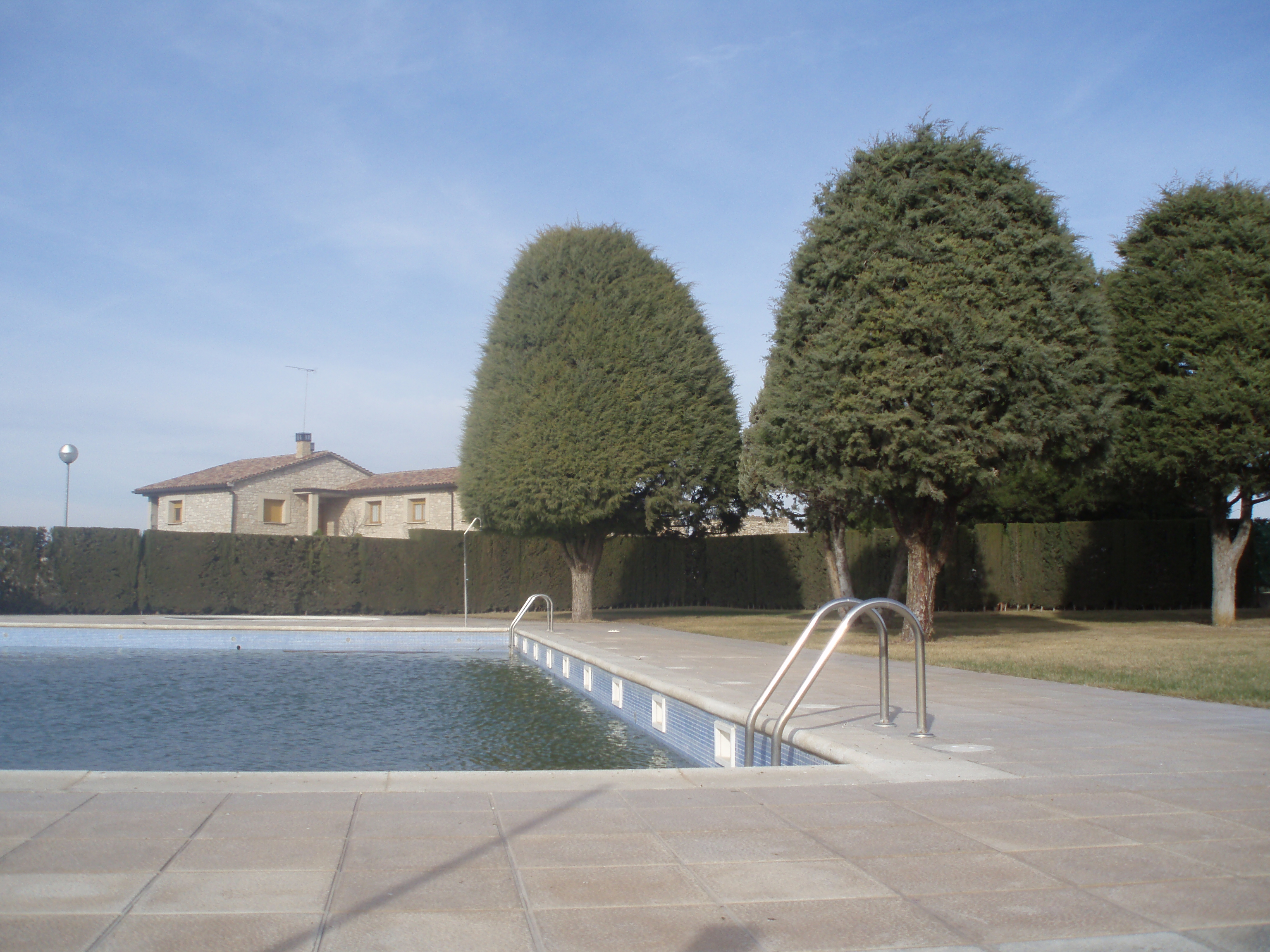
Piscina de Maldà

## Llocs d'interès
- Castell de Maldà
- Santa Maria de Maldà
- Sant Pere de Maldà
- Dovelles decorades de Cal Calques
- Estela funerària discoïdal (Maldà)
- Molí de Fontova
- Molí de l'Horta
- Jaciment arqueològic de La Cantorella
- Sender de la Baronia de Maldà

## Personatges il·lustres
- Rafael d'Amat i de Cortada (Barcelona 1746 - 1818). Fou el baró de Maldà. També va ser escriptor, un viatger infatigable i un excel·lent narrador. La seva obra més coneguda és Calaix de Sastre.
- Guillem de Boladeres i Romà (Maldà, 1853 - Sitges, 1923). Va ser un important terratinent i comerciant de vi i oli. Promotor de la primera Cambra Agrària Oficial de l'Estat espanyol, constituïda l'any 1891. Va ser també alcalde de l'Ajuntament de Barcelona.
- Josep Massot i Morera (Maldà 1853 - 1909). Era fill de Cal Capdevila. Durant molts anys i de manera ininterrompuda fou alcalde i regidor de l'Ajuntament de Maldà. Era un important terratinent.
- Manuel Gaya i Tomàs (Maldà, 1851 - Lleida, 1912). Fill de Cal Vallverdú. Fou propietari, advocat, polític i notari on va exercir a Les Borges Blanques (1882-84) i a Lleida (1884-1912). Fou un dels propulsors dels Jocs Florals de Lleida. Va escriure un llibre amb el títol Fruita de Lleida, un recull de proses costumistes sobre personatges, llocs i paisatges i tarannàs lleidatans publicat pòstumament el 1913.
- Josep Iglésies i Guizard (Barcelona, 1873 - 1932). Poeta, advocat i propietari, casat amb la filla i pubilla de l'hisendat de Maldà, Josep Massot i Pinyol. La producció literària de Josep M ª Iglésias es forma bàsicament en tres principis: localisme respecte a Maldà i a la comarca, tipisme folklòric de la vida de la Segarra i humorisme innocent.
- Sanç Capdevila i Felip (Maldà, 1881 - 1932). Fou mossèn, fill de la casa pairal de Cal Po. Prevere i historiador noucentista de diversos llibres relacionats amb la història de la població i rodalia.
- Jaume Torremadé i Español (Maldà, 1889 -1940). Fill de Ca la Tonya, fou un mestre català, executat víctima de la repressió durant la dictadura franquista.
- Pau Vives i Masses (Maldà, 1905 - Barcelona, 1 de febrer de 1980)[4]. Fill de la casa pairal tradicional de Maldà de Cal Cabra. Va estudiar al Seminari de Barcelona on residien els seus pares. Fou ordenat sacerdot el 1929. Es dedicà constantment al ministeri parroquial i en esclatar la guerra acabava d'ésser nomenat vicari de Santa Maria de Gràcia de Barcelona, després de passar per Santa Eulàlia de Ronçana, pel Masnou i per Sarrià. El 1939 continuà a Gràcia fins que el 1945 fou nomenat ecònom a Torrelavit i el 1948 esdevingué rector de Santa Maria de Barberà, fins que el 1955 passà a Barcelona, com a rector de Sant Isidor. El 25 de gener de 1979 va complir les noces d'or del sacerdoci.[5] Té una plaça dedicada al seu nom.
- Manuel Esqué i Montseny (Maldà, 19 d'agost de 1912 - Barcelona, 8 de novembre de 2002). Pare claretià, fill de Cal Violí. Ingressà a la Congregació de Missioners Fills del Cor de Maria, als 13 anys per fer els cursos d'Humanitats als Postulantats d'Alagó (Saragossa) i Cervera (Lleida). Va fer la Professió Religiosa a Vic el 15 d'agost de 1929. Cursà els estudis de Filosofia i Teologia a Solsona, Cervera i Barbastre. Fou ordenat sacerdot a Barbastre el 19 d'abril de 1936. Passà la guerra civil a França. Exercí el ministeri de la predicació a les Comunitats de Xàtiva, Valls, Lleida i Barcelona. Aquí dirigí la Revista Ave Maria i fundà l'Obra Cultural Mariana. Va obtenir la Creu de Sant Jordi l'any 2000, en reconeixement de la seva tasca en defensa de la identitat de Catalunya en el vessant cultural.[6]

## Curiositats[calcitació]
- El pare del cantant Sergio Dalma hi va nàixer. De fet, el cognom Dalma (pseudònim) resulta de la combinació alterada de les lletres del nom de Maldà, en homenatge al pare del cantant.
- Antigament, Maldà pertanyia a la comarca de la Segarra i l'església parroquial de Santa Maria era popularment anomenada «la catedral de la Segarra» a causa de les grans dimensions.